# Sygehus Vendsyssel
Sygehus Vendsyssel er en sammenlægning af sygehusene i Brønderslev, Frederikshavn, Hjørring og Skagen og er Nordjyllands næststørste sygehus med 482 sengepladser. Sygehuset er geografisk og fysisk spredt med bygninger i Brønderslev, Frederikshavn, Hjørring og Skagen.
De tidligere sygehuse i Skagen og Brønderslev fungerer i dag henholdsvis som Sundhedscenter – Skagen Gigt- og Rygcenter og genoptræningscenter for hjerneskadede og apopleksi ramte personer.
Hovedadministration og –ledelse finder sted fra sygehuset i Hjørring. Sygehusapoteket Region Nordjylland, som er beliggende i Aalborg, er det sygehusapotek, som leverer medicin og andre farmaceutiske ydelser til Sygehus Vendsyssel.

## Eksterne kilder og henvisninger
- Sygehus Vendsyssels officielle hjemmeside
- Sygehus Vendsyssel – historie, fakta og tal